# Phaonia shannoni
Phaonia shannoni är en tvåvingeart som beskrevs av Carvalho och Adrian C. Pont 1993. Phaonia shannoni ingår i släktet Phaonia och familjen husflugor. Inga underarter finns listade i Catalogue of Life.